# Areca congesta
Areca congesta är en enhjärtbladig växtart som beskrevs av Odoardo Beccari. Areca congesta ingår i släktet Areca och familjen Arecaceae. Inga underarter finns listade i Catalogue of Life.